# Kreisgrabenanlage Dederstedt
Die Kreisgrabenanlage Dederstedt ist eine Kreisgrabenanlage der jungneolithischen Baalberger Kultur bei Dederstedt, einem Ortsteil der Gemeinde Seegebiet Mansfelder Land im Landkreis Mansfeld-Südharz, Sachsen-Anhalt.

## Forschungsgeschichte
Die Anlage wurde bei einer Luftbildprospektion des Landesamtes für Denkmalpflege und Archäologie Sachsen-Anhalt entdeckt. 2005 erfolgte eine Probegrabung durch das Institut für Kunstgeschichte und Archäologien Europas der Martin-Luther-Universität Halle-Wittenberg unter der Leitung von André Spatzier. Die Grabung erfolgte auf einer Fläche von 28 × 10 m im südlichen Bereich der Anlage. Ferner wurde ein 30 × 2 m großer Suchschnitt in ihr Inneres angelegt.

## Befunde
Die Anlage besteht aus einem D-förmig-ovalen Doppelgraben und misst etwa 105 × 120 m. Sie besitzt mindestens eine Öffnung, die sich im Nordosten befindet. Beide Gräben wurden als Spitzgräben angelegt. Der äußere hat eine Tiefe zwischen 1,30 m und 1,80 m und eine Breite von 3,50 m. Der innere hat eine Tiefe zwischen 0,50 m und 1,10 m und eine Breite von 2 m. Beide Gräben waren mit Humus verfüllt, im unteren Drittel gab es Einschwemmungen von Lehm mit teils geringem Humusanteil. Neben den beiden Gräben wurde auch eine Grube erforscht, die sich in der Innenfläche der Anlage befand und im unteren Bereich eine aschehaltige Füllschicht aufwies.

## Funde
In den Gräben wurden nur wenige Funde gemacht. Hierzu zählen Keramikscherben, Silexabschläge und -kernreste sowie einige Tierknochen. Mehr Fundmaterial enthielt die Grube. Hierzu gehörten Silexabschläge, Tierknochen, Hüttenlehm, Keramik und angeglühte Steine. Ein Hüttenlehmbrocken wies Flechtwerkabdrücke auf. Unter der Keramik befanden sich Fragmente von Hals und Schulter einer Amphore mit vier Henkelösen am Hals-Schulter-Umbruch, die schwalbenschwanzförmige Leisten mit Kerbenverzierung aufweisen. Zwei Silexartefakte aus der Grube und dem äußeren Graben passen aneinander. Hierdurch ist belegt, dass Kreisgraben und Grube gleichzeitig entstanden.

## Datierung
Mittels Radiokarbonmethode konnten einige der Kochen auf 3640–3350 cal. BC datiert werden. Hierdurch sowie durch die Keramik kann die Kreisgrabenanlage der Spätphase der Baalberger Kultur zugeordnet werden.